# Tibor Garay
Tibor Garay (Seghedino, 1º gennaio 1923 – ...) è stato un calciatore ungherese, di ruolo centrocampista.

## Caratteristiche tecniche
Garay era una mezzala tecnicamente dotata e abile nel palleggio, pur se penalizzata da un fisico eccessivamente esile.

## Carriera
Inizia la sua carriera nel Szegedi, e nel 1947 approda in Italia, nelle file dell'Inter: nel campionato 1947-1948 colleziona 2 presenze, debuttando l'8 febbraio 1948 nella vittoria sulla Salernitana. Al termine di una stagione poco convincente viene ceduto alla Pro Patria, sempre in massima serie, e qui trova maggior spazio totalizzando 11 presenze in campionato.
Nel 1949 scende in Serie C, con la maglia del Rimini, con cui ritrova continuità di impiego e di rendimento. A fine stagione rimane svincolato, e nella primavera del 1951 viene acquistato dal Colleferro, squadra laziale in lotta per la promozione in Serie B. Acquistato per migliorare le prestazioni dell'attacco, il suo innesto si rivela controproducente per la squadra, che aveva già trovato un proprio equilibrio tattico, e provoca malumori nello spogliatoio. Alla fine della stagione Garay viene posto in lista di trasferimento, e passa al Tolosa, militante nella Division 2 francese.

## Statistiche

### Presenze e reti nei club
| Stagione        | Squadra         | Campionato      | Campionato | Campionato | Coppe nazionali | Coppe nazionali | Coppe nazionali | Coppe continentali | Coppe continentali | Coppe continentali | Spareggi | Spareggi | Spareggi | Totale | Totale |
| Stagione        | Squadra         | Comp            | Pres       | Reti       | Comp            | Pres            | Reti            | Comp               | Pres               | Reti               | Comp     | Pres     | Reti     | Pres   | Reti   |
| --------------- | --------------- | --------------- | ---------- | ---------- | --------------- | --------------- | --------------- | ------------------ | ------------------ | ------------------ | -------- | -------- | -------- | ------ | ------ |
| 1947-1948       | Inter           | A               | 2          | 0          | -               | -               | -               | -                  | -                  | -                  | -        | -        | -        | 2      | 0      |
| 1948-1949       | Pro Patria      | A               | 11         | 0          | -               | -               | -               | -                  | -                  | -                  | -        | -        | -        | 11     | 0      |
| 1949-1950       | Rimini          | C               | 19         | 2          | -               | -               | -               | -                  | -                  | -                  | -        | -        | -        | 19     | 2      |
| 1950-1951       | BPD Colleferro  | C               | 6          | 2          | -               | -               | -               | -                  | -                  | -                  | -        | -        | -        | 6      | 2      |
| 1951-1952       | Tolosa          | B               | 9          | 2          | -               | -               | -               | -                  | -                  | -                  | -        | -        | -        | 9      | 2      |
| Totale carriera | Totale carriera | Totale carriera | 47         | 6          | -               | -               | -               | -                  | -                  | -                  | -        | -        | -        | 47     | 6      |